# Napal (Seluma)
Napal is een bestuurslaag in het regentschap Seluma van de provincie Bengkulu, Indonesië. Napal telt 1258 inwoners (volkstelling 2010).